# ISO 3166-2:TV

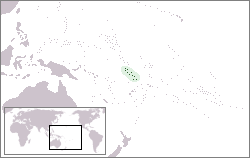
موقعیت جغرافیایی تووالو

کد ISO 3166-2:TV بخشی از استاندارد ایزو ۳۱۶۶ برای کشور تووالو است که توسط سازمان بین‌المللی استانداردسازی ISO تنظیم شده‌است این سازمان، کدهای استاندارد را برای تقسیمات کشوری (ایالت‌ها یا استان‌های) کشورهای فهرست شده در استاندارد ایزو ۳۱۶۶-۱ تعریف می‌کند.
هر کد شامل دو بخش می‌گردد که توسط علامت - جدا می‌گردند.
- بخش نخست TV که در ایزو ۳۱۶۶-۱ آلفا-۲ کد  کشور تووالو است.
- بخش دوم شامل یک یا دو یا سه حرف است که بیان‌کننده استان یا ایالت کشور تووالو می‌باشد.

## کدها
| کدها   | Isola              |
| ------ | ------------------ |
| TV-FUN | فونافوتی           |
| TV-NMG | نانومانگا          |
| TV-NMA | نانومئا            |
| TV-NIT | نیوتائو            |
| TV-NUI | نوئی (آب‌سنگ حلقوی) |
| TV-NKF | نوکوفتائو          |
| TV-NKL | نوکولائه‌لائه       |
| TV-VAI | وایتوپو            |